# Teodora Watatzes

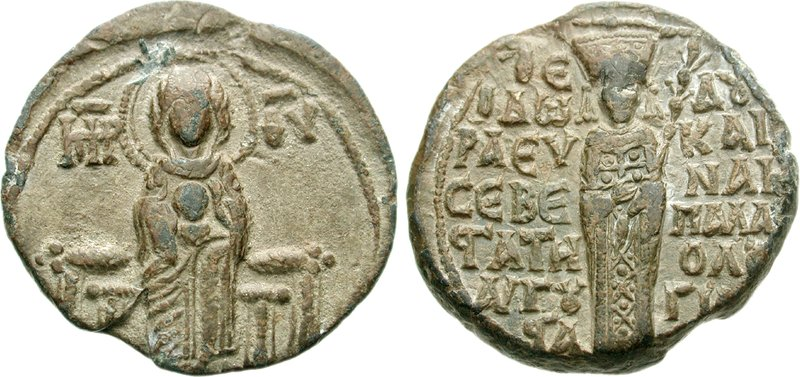
Cesarzowa Teodora Watatzes w divitisionie (po prawej), pieczęć bizantyjska z XIII wieku

Teodora Watatzes (gr. Θεοδώρα Δούκαινα Βατάτζαινα) (ur. ok.  1240, zm. 4 marca 1303) – cesarzowa bizantyńska 1258-1282, żona Michała VIII Paleologa. 

## Życiorys
Była cioteczną wnuczką cesarza nicejskiego Jana III Watatzesa z panującego w Nicei rodu Laskarysów. 
Ze związku z Michałem VIII mieli siedmioro dzieci:
- Andronik II Paleolog zwany Starszym (1259/1260 - 1332) - cesarz Bizancjum w latach 1282 - 1328
- Irena Paleologina, zamężna z Iwanem Asenem III, carem Bułgarów
- Anna Paleologina, zamężna z Niceforem I, władcą Epiru
- Eudokia Paleologina († 1302), zamężna z Janem II Komnenem, cesarzem Trapezuntu
- Teodora Paleologina, zamężna z Dawidem VI, królem Gruzji
- Teodor Paleolog
- Konstantyn Paleolog